# Давид Барруфет
Давид Барруфет  (ісп. David Barrufet, 4 червня 1970) — іспанський гандболіст, олімпійський медаліст.

## Виступи на Олімпіадах
| Олімпіада      | Дисципліна | Місце |
| -------------- | ---------- | ----- |
| Барселона 1992 | гандбол    | 5     |
| Сідней 2000    | гандбол    | 3     |
| Афіни 2004     | гандбол    | 7     |
| Пекін 2008     | гандбол    | 3     |